# Hans Martin Franke

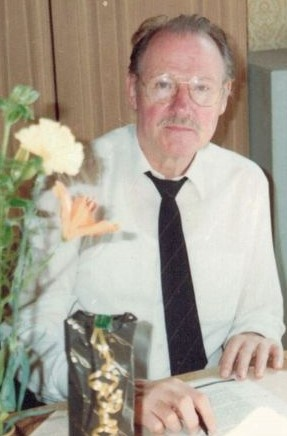
Hans Martin Franke

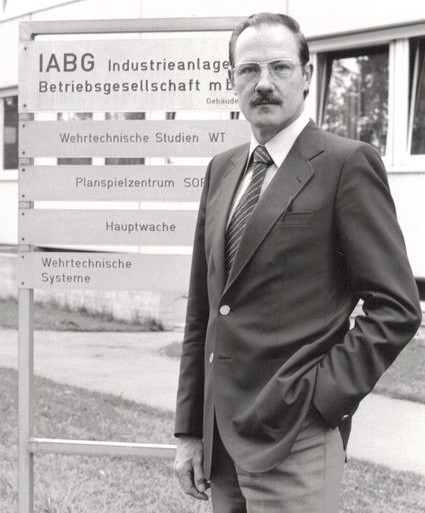
Hans Martin Franke, IABG in Ottobrunn

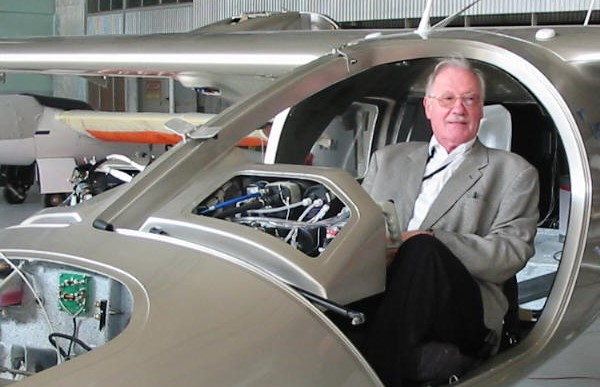
Hans Martin Franke als Experte für Flugzeuge (2005)

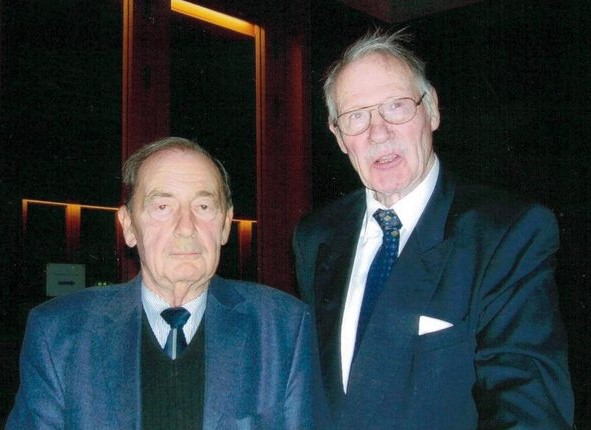
Hans Martin Franke (re.) mit seinem Freund Friedrich Magirius, Superintendent und Stadtpräsident in Leipzig

Hans Martin Franke (* 17. August 1931; † 15. Juni 2020 in Leipzig) war ein deutscher Diplom-Ingenieur, Honorarprofessor der TU München sowie Industriemanager und Unternehmensberater. Seine Hauptarbeitsgebiete lagen auf dem Gebiet des Flugzeugbaus. Er gilt als ein namhafter Vertreter der Flugtechnik in Praxis und Theorie.

## Leben
Hans Martin Franke wurde in Mitteldeutschland als Kind einer Familie mit langer Ingenieurtradition geboren. Der Großvater Theodor Franz Franke war bereits als Architekt und Bauingenieur tätig. Er war maßgeblich an der Entstehung von repräsentativen Industriebauten der Gründerzeit in Leipzig beteiligt, die heute unter Denkmalschutz stehen, saniert wurden und als Wohn- und Gewerbegebäude neu genutzt werden, z. B. im Stadtteil Plagwitz in der Nonnenstraße. Die hier befindliche ehemalige Sächsische Wollgarnfabrik war eine Spinnerei in Leipzig, die heute Deutschlands größtes Industriedenkmal und Europas größter Gebäudekomplex der Gründerzeit darstellt; Baubeginn war 1897. Das Besondere an diesen Gebäuden ist, dass es sich nicht um reine Zweckbauten handelt, da die Architekten Pfeifer & Händel (ab 1893 Händel & Franke), bekannt für ihre prestigeträchtigen Industriebauten, den Auftrag erhielten, eine aufwändige Architektur zu schaffen, die an Prächtigkeit weit über das Übliche hinausging. 
In Leipzig besuchte Hans Martin Franke seit 1938 eine Volksschule und anschließend eine Oberschule, an der er 1949 das Abitur ablegte. In den nachfolgenden Jahren absolvierte er zunächst bis 1951 eine Lehre als Maschinenschlosser bei der Firma Fomm in Leipzig und  arbeitete danach als Schlosser im polygrafischen Gewerbe. In den Jahren 1951 und 1952 war er als Sachbearbeiter bei der Leipziger Firma MIHOMA Holzbearbeitungsmaschinen tätig.
Von 1952 bis 1959 absolvierte er das Studium Maschinenbau in der Abteilung Flugtechnik an der Technischen Universität Berlin-Charlottenburg (TU Berlin), das er als Diplom-Ingenieur (Dipl.-Ing.) abschloss.
Anschließend übte er bis 1964 unterschiedliche Tätigkeiten aus als wissenschaftlicher Assistent, als freier wissenschaftlicher Mitarbeiter und als Entwicklungsingenieur an der TU Berlin, bei der Deutschen Propellerbaugesellschaft Haw & Co. in Berlin sowie bei der Firma Bölkow GmbH in Ottobrunn (1969 zu Messerschmitt-Bölkow-Blohm MBB verschmolzen, damals größter deutscher Luft- und Raumfahrtkonzern).
Während der Zeit von 1965 bis 1990 war er langjährig als Prokurist und Leiter der Hauptabteilung "Wehrtechnische Studien" (WT) bei der Firma Industrieanlagen-Betriebsgesellschaft mbH (IABG) in Ottobrunn tätig.
Im Prozess der deutschen Wiedervereinigung stellte er sich von 1990 bis 1992 als beratender Ingenieur zur Verfügung, u. a. bei der damaligen DDR-Regierung und beim Landratsamt Leipzig. Bis 1999 wirkte er dann als selbständiger Unternehmensberater „Prof. Franke Unternehmensberatung“ in Leipzig, wofür er die großelterliche Villa in Leipzig-Gohlis nutzte, die im Jahre 1912 im Schlösschenweg 6 errichtet wurde.
Seine letzten Lebensjahre verbrachte Hans Martin Franke in der Nähe zu seinem Sohn in Homburg im Saarland.

## Nebentätigkeiten, Ehrenämter und Ehrungen (Auswahl)
- An der heutigen Universität der Bundeswehr in München-Neubiberg war Franke als Honorardozent wirksam.
- Lehraufträge übte er von 1965 bis 2000 an der TU München und von 1985 bis 2000 an der Universität der Bundeswehr München aus.
- 1992 erfolgte seine Ernennung zum Honorarprofessor der TU München.
- Franke war in mehreren ehrenamtlichen Funktionen in Ausschüssen und Vorständen von VDI-Bezirksvereinen tätig.
- Er war zeitweiliges Mitglied des Präsidiums der Deutschen Gesellschaft für Wehrtechnik e. V.
- Zeitweilig war er Mitglied des Präsidiums im Club der Luftfahrt von Deutschland.
- Franke war Leiter des VDI-Arbeitskreises „Verkehr“ in Leipzig bzw. seiner Vorgänger.

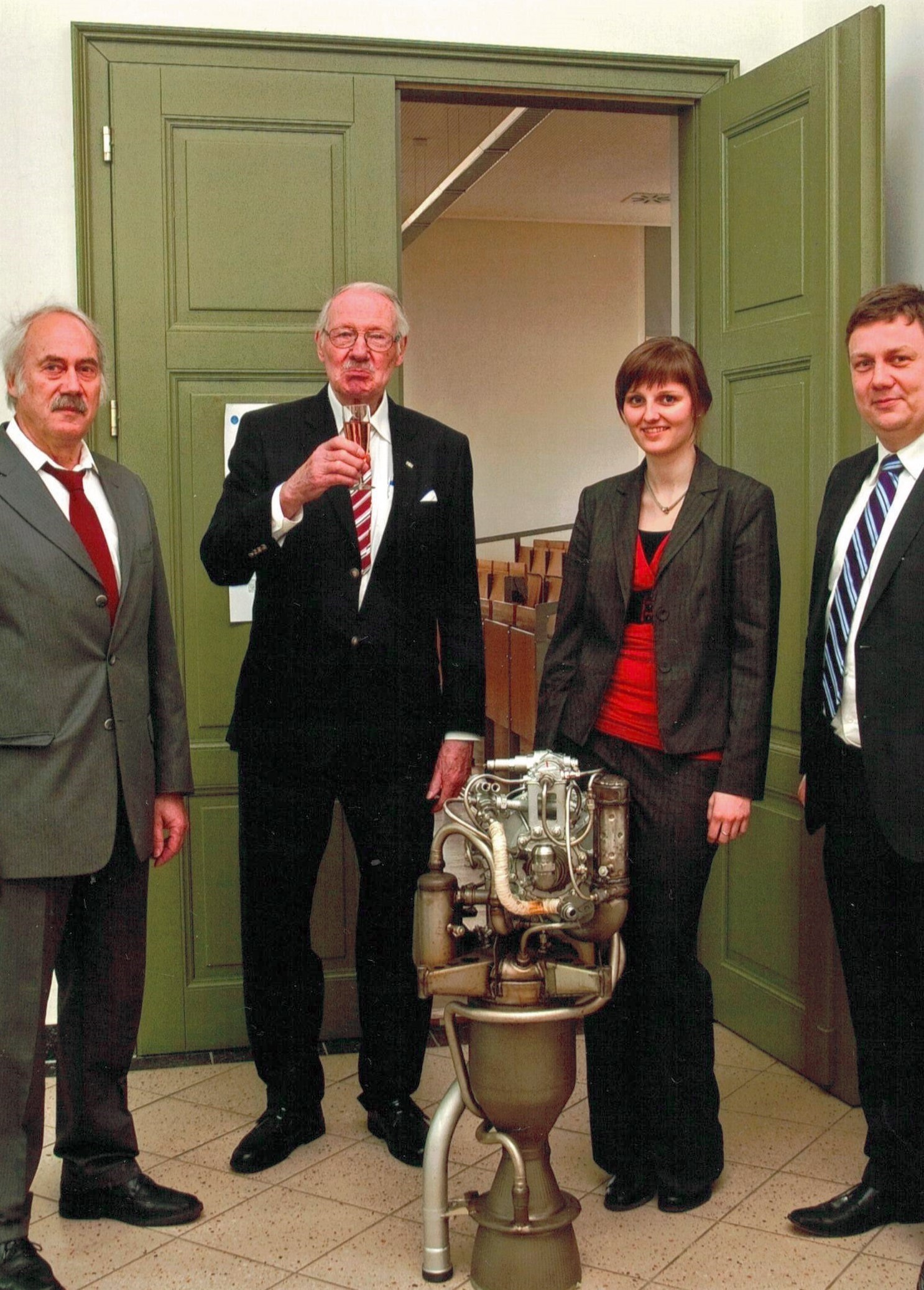
DGLR, 100-Jahrfeier im Wienerbau der HTWK Leipzig; (v. li.) Wolfgang Rumpelt, Hans Martin Franke, Elke Mugova, Markus Krabbes (2012)

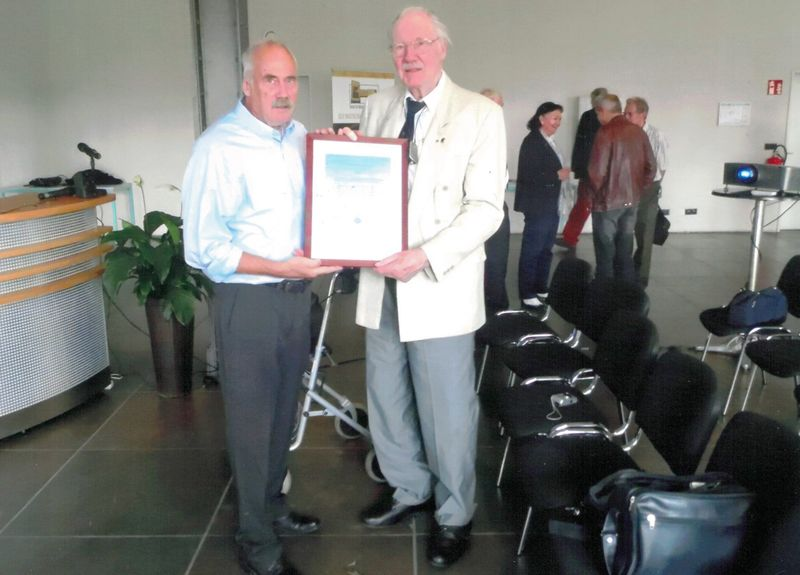
Hans Martin Franke, Ehrenmitgliedschaft im Leipziger Verein für Luftfahrt LVfLF; links: Wolfgang Rumpelt als Vorsitzender (2016)

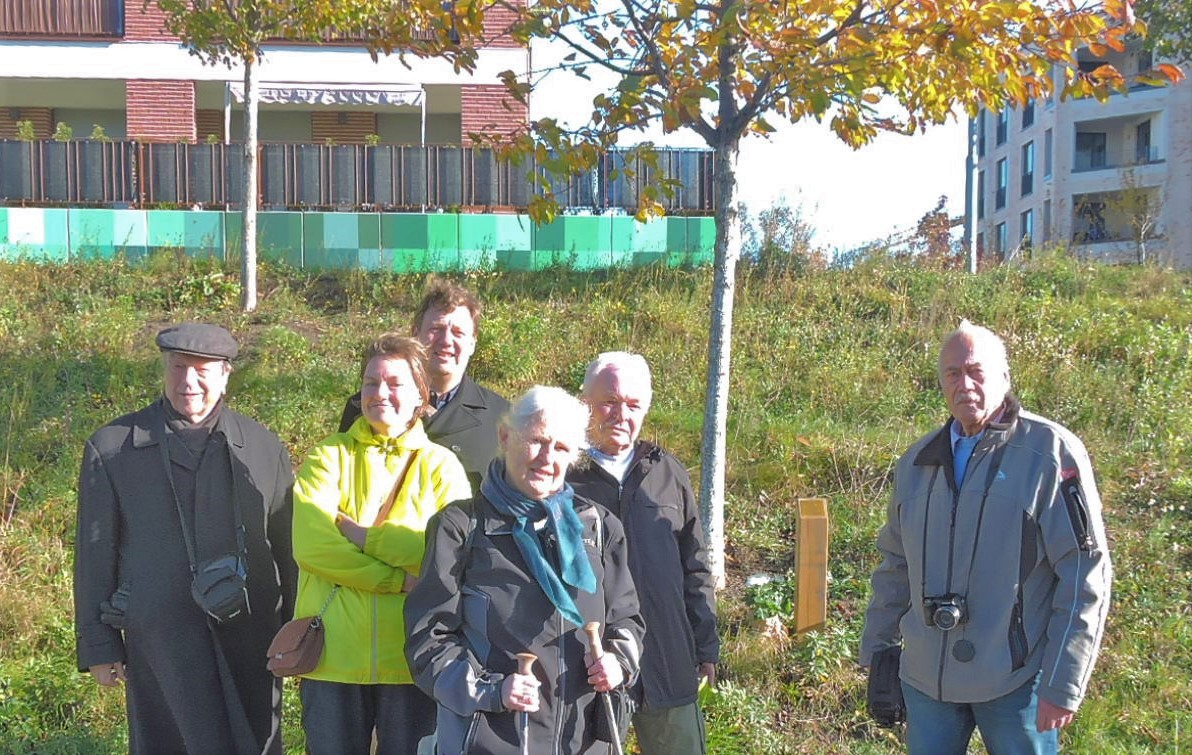
Baumweihe für Hans Martin Franke in Leipzig; (v. re.) Wolfgang Rumpelt, Manfred H. Wolff, Frau Ahnert, Markus Krabbes, Frau Magirius, Werner Kriesel (2021)

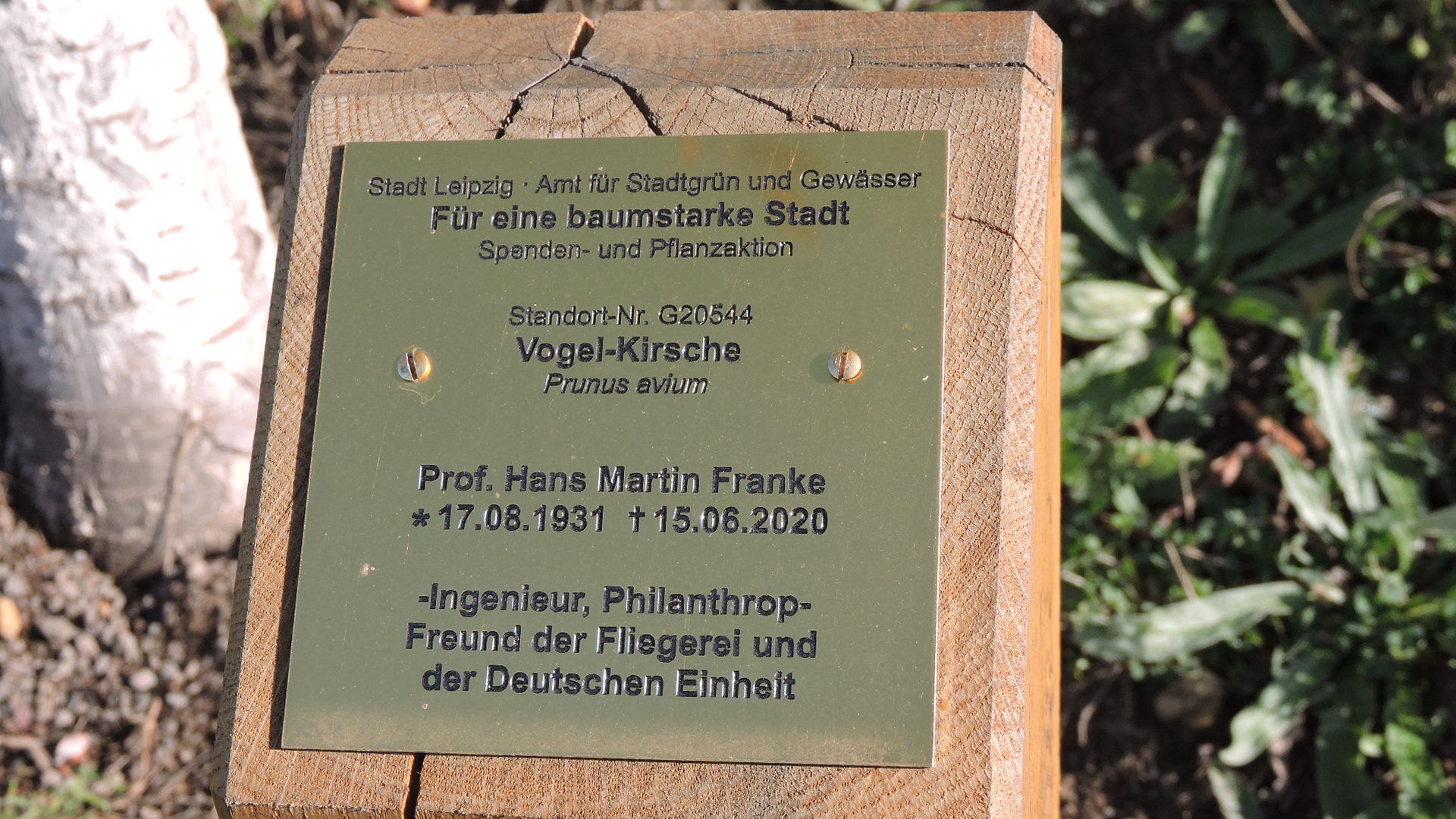
Gedenktafel zur Baumweihe für Hans Martin Franke in Leipzig am Lindenauer Hafen (2021)

- Er war Vorsitzender der Bezirksgruppe Leipzig der Deutschen Gesellschaft für Luft- und Raumfahrt (DGLR).
- Von 1994 bis 2001 war er Vorsitzender des 1991 gegründeten Vereins „Museum für Industrie und Arbeit Leipzig-Plagwitz e. V.“ Hier hat er in Verbindung mit Bürgerinitiativen ein intensives Engagement für die Entstehung eines aktiven Industriemuseums für die Stadt Leipzig und die Region gezeigt.
- Dieser Verein hat als Initiator zugleich Verantwortung getragen für die Entstehung des Technologiezentrums für Jugendliche „GaraGe“ sowie gemeinsam mit dem VDI Düsseldorf e. V. als Gesellschafter für die „Technologiezentrum für Jugendliche gGmbH“ von 2000 bis 2005; seit 2005 ist der VDI Düsseldorf alleiniger Gesellschafter der TCJ gGmbH – GaraGe. Seit 2003 hatte sich Franke aus Altersgründen aus der aktiven Vereinstätigkeit im „Museum für Industrie und Arbeit Leipzig-Pagwitz e. V.“ zurückgezogen.
- Im Jahre 2010 wurde Hans Martin Franke durch die Verleihung des Sächsischen Verdienstordens geehrt, der höchsten Auszeichnung des Freistaates Sachsen.
- 2016 wurde Hans Martin Franke mit der Ehrenmitgliedschaft im Leipziger Verein für Luftfahrt (LVfLF) ausgezeichnet.
- Anlässlich seines 90. Geburtstages im Jahre 2021 wurde Hans Martin Franke ein Denkmal gesetzt in Form einer Baumweihe in Leipzig am Lindenauer Hafen.

## Veröffentlichungen
Hans Martin Franke hat zahlreiche wissenschaftliche, populärwissenschaftliche und wissenschaftshistorische Arbeiten verfasst, insbesondere auf dem Gebiet des Flugwesens. Hervorzuheben ist auch sein Fachbuch Flugregler-Systeme in 2 Teilen mit 130 Bildern und 15 Tabellen, 230 Seiten, Oldenbourg Verlag, München; Wien 1968.